# 李思摩
李思摩（583年－647年4月25日），:44受唐朝赐姓而獲得李姓，原姓阿史那氏，因此又稱作阿史那思摩，他是突厥汗國創立者伊利可汗的曾孙，佗钵可汗之孙，咄六设之子，:50曾被唐朝立為乙彌泥孰俟利苾可汗（中古漢語擬音：iet-mjie-niei-ziuk-d'zi-lji-b'iet）:178，短暫重建了作為唐朝附庸的東突厥汗國。

## 生涯

### 突厥時期
思摩起初以佗鉢可汗之孫的身分在突厥汗國內擔任波斯特勤（古突厥語：bars tegin）的職位。西元599年，突厥汗國正值內亂，都藍可汗與西突厥可汗達頭可汗聯合攻擊親隋的突利可汗（即日後的啟民可汗），突利可汗大敗，逃往隋朝。而在603年，西突厥內亂，臣屬於步迦可汗（即達頭可汗）的鐵勒諸部發起叛亂，步迦可汗逃往吐谷渾。思摩就在這權力真空期即位為俱陸可汗（古突厥語：külüg qaγan），統治薛延陀、回紇、僕骨、同羅等部落。但同年（603年）就遭到臣屬於隋朝的啟民可汗擊破，被拘送至隋朝。隋煬帝親自解開思摩的束縛，賜物五百段，並且讓他回去東突厥，思摩也因此不再擁有可汗的頭銜。:48,51-52
後來在始畢可汗在位期間（609年－619年），思摩被任命為迦苾特勤（即各史料中的「夾畢特勤」）:54。620年，頡利可汗即位，改授思摩為羅失特勤。:48-49
武德（618年－626年）初，思摩數次代表東突厥出使唐朝。624年9月，頡利可汗與突利可汗（啟民可汗之孫）率大軍攻入唐朝，進軍到了五隴坂。然而頡利與突利叔姪二人產生分裂，又受李世民的挑撥，對於戰或和的意見出現了分歧。9月22日，頡利因此派思摩與突利前去和唐請和。约定突厥与唐分据中原和漠北，互不相犯。思摩受唐高祖引見，被賜予和順郡王的頭銜，賜物萬段。
思摩雖受始畢與處羅兩位可汗喜愛，但因思摩的樣貌像胡人（很可能指粟特人），不像突厥人，被懷疑並非阿史那氏的族人。因此在二人統治期間（609年－620年），思摩都只能當個特勤而無法擔任可以統領軍隊的設。

### 河南時期
630年，東突厥汗國瓦解，颉利可汗遭到唐軍俘虜。東突厥汗國末期，國內開始紛亂之時，很多部落都選擇臣服唐朝，只有思摩一直跟隨頡利，最終與他共同被俘。唐太宗很欣賞思摩的忠誠，因而封他为右武衛大將軍（或右武候大将军）、夏州都督（或化州都督）、怀化郡王，賜姓李氏，使思摩於河套地區統領過去所屬於頡利的部落。

### 身為唐朝附庸的東突厥可汗
639年（贞观十三年）發生了结社率在九成宫突袭唐太宗的事件。在此之后唐太宗後悔將突厥人安置在黃河以南，而群臣也藉此重新提起將突厥人留於河南的不宜，因此唐太宗便決定使突厥人返回黃河以北居住。但突厥人因懼怕薛延陀的攻擊而不肯返回漠南。唐太宗於是派遣司農卿郭嗣本前往薛延陀，許諾薛延陀的地位高於突厥，並且不許侵襲突厥人。薛延陀的真珠可汗雖然同意，但對突厥人返回漠南一事仍十分不滿。639年8月13日（貞觀十三年七月庚戌 ），唐朝派遣趙郡王李孝恭在黃河旁築壇封思摩为乙弥泥熟俟利苾可汗，賜予鼓纛，回到漠南统治他所率領的突厥部落，同時以阿史那忠為左賢王，阿史那泥孰為右賢王，輔佐思摩。但是直到641年月28日（貞觀十五年正月乙亥）思摩才正式率領部眾渡過黃河，在定襄城（今和林格尔县土城子）建立牙帳，這時思摩統領的部眾有三萬帳，人口十萬，當中可以作戰的有四萬人，馬也有九萬匹，擁有的領地範圍最南到黃河，最北到白道川，在北邊以大碛为界，與取代東突厥主宰北亞草原的薛延陀汗國接壤。:228-230
思摩帶領部眾返回漠南後依然受到來自薛延陀的巨大壓力，薛延陀向突厥徵收牲畜並要求派遣侍衛至薛延陀，意圖將重建不久的東突厥納為附庸。641年12月13日（貞觀十五年十一月癸酉 ），薛延陀派大軍攻擊東突厥，思摩無力抵抗，帶領部眾進入朔州。:230
之後唐軍雖然擊退了薛延陀的軍隊，但東突厥仍數次受到薛延陀攻擊。西元644年（貞觀十八年），思摩的部眾因不信服思摩以及薛延陀的壓力而離開他南渡黃河，請求唐朝將他們安處於勝州與夏州之間。思摩本人也只好回到洛陽，留作宿卫，重建的東突厥汗國也隨著思摩的南返而消亡。:232 突厥學家大澤孝認為突厥第二汗國時期的《翁金碑》中提到了思摩南奔的事件，:177-178《翁金碑》西面第一至二行：:168, 173
……據說突厥國家的領袖們（匐們）
徹底失去了被唐朝冊立為他們統治者的可汗。

### 從攻高句麗
645年，思摩統領「蕃兵」跟從唐軍攻打攻高句麗，在路途上被授為右武衛將軍。6月28日（贞观十九年五月丙申），李思摩於攻打白崖城（各史料作白岩城）時受到箭伤，唐太宗亲自为他吮血，將士聽聞後都為之動容。回軍時又被授為翰海道行軍總管，隔年（646年）被授為右武衛大將軍。

### 去世與後事
思摩不久後於贞观廿一年三月壬寅（647年4月25日）病逝在位於長安城居德里的宅第，虚岁六十五。贞观廿一年四月甲申（647年6月6日）陪葬於昭陵。唐太宗下詔贈思摩兵部尚書、使持節、都督夏銀綏三州諸軍事、夏州刺史，谥号顺，賜予東園秘器，並下令讓思摩的遺體以突厥人的習俗火化後埋葬墓中。

## 墓誌銘
李思摩的墓誌銘於1992年10月出土於中國陝西省咸陽市禮泉縣昭陵鄉莊河村西北的李思摩墓之中。蓋面篆書「唐故右武衛將軍贈兵部尚書李君銘誌」。以下為墓誌與墓誌銘的內容：
　　大唐故右武衛大將軍贈兵部尚書謚曰順李君墓誌銘並序
　　公諱思摩，本姓阿史那氏，陰山人也。聳崇構於淳維，奄天山而開國。濫遙源於冒頓，疏翰海」而承家。刻木結繩，威令存於遂古；茹毛飲潼，神化習於往初。雄朔野而飛聲，候月圓而鳴鏑」。會蹛林而騰實，待膠折而控弦。曾祖伊力可汗，威攝龍鄉，道高狼望，北降屈射，東爭甌脫。祖」達拔可汗，屢擾蕭關，頻驚細柳，負空同而稱驕子，阻昌海而擅全兵。父咄陸設，氣凌大荔，威」加小月，功宣左袵之域，績著氈裘之君。公昴宿垂精，軒臺降祉，符采外朗，溫潤內發。泛水鏡」於沖衿，英華自遠；懸鳴鍾於靈府，芳聲日隆。須卜挹其謨猷，類輕塵之棲嵩嶽；呼衍欽其令」望，如涓流之會谷。王以可汗之孫，授波斯特勒，俄遷俱陸可汗，統薛延陁、迴紇、暴骨、同羅等」部。後為啓民所破，拘於隋室，煬帝親釋其縛，賜物五百段，仍放還蕃。始畢可汗用公為伽苾」特勒。始畢没，頡利可汗立，改授羅失特勒。於是軍謀密令，並出於公。去來塞下，屢為邊患。武」德七年，因使入朝，蒙授和順王，賜物萬段。（下空）」皇上君臨宇縣，八宏有截。龍漠肅清，龜林底定。公明曉去就」，理鑒安危。每勸單于，啓顙魏闕」。貞觀三年，匈奴盡滅，公因而入朝。主上嘉其迺誠，賜姓李氏，封懷化郡王、右武衛大將軍」。婁敬獻都秦之策蒙劉氏之榮，陸支有歸漢之功享因淳之封，未聞肅奉欄錡，翊贊鈎陳。增」顯觀於文㮰，集暉光於武帳。尋授夏州都督。十三年，改授乙彌泥孰可汗，率部落歸於黃河」之北。既襲廣大之號，還膺拜日之尊。顧眄則右賢風從，抑揚則左將雲會。十八年，其種部攜」離，稍自歸於河南勝州等界，公歸罪於洛陽宮。從駕東行，在道蒙授右衛將軍，仍領蕃兵」度遼。攻白崖城，為流矢所中，主上親觀傳藥，恩越等夷。凱旋至并州，又授翰海道行軍」總管。廿年，蒙授右武衛大將軍，檢校屯營事。八校清嚴，五營禁切。委同心旅，寄深爪牙。豈謂」水閱龍門，忽魂遊於太素；暉沉鳥次，竟神往於赤山。以貞觀廿一年歲次丁未三月丁亥朔」十六日壬寅，遘疾卒於居德里第，春秋六十有五。即以其年四月丁巳朔廿八日甲申窆於」昭陵。悼結宸衷，哀纏士庶。有詔贈兵部尚書、使持節、都督夏銀綏三州諸軍、夏州刺史」，餘官如故。宜令使人持節册命，陪葬昭陵。賜東園秘器，於司馬院外高顯處葬，冢象白道」山。葬事所須，並宜官給。仍任依蕃法燒訖，然後葬。京官四品、五品內一人攝鴻臚少卿監護」，其儀仗鼓吹等送至墓所，并送還宅。仍為立碑。惟公局量凝深，神儀幽邃。宿彰聰察，幼標悍」勇。似出丹山，散五色於鳳彩；猶生泥水，騁千里於龍文。妙盡彎弧，尤長傳劍。忠昭白日，孝感」青松。盡享鮮之方，得理繩之術。包九天之秘奧，罄八陣之宏圖。鳴玉鏘金，期奉義於熊掌；曳」朱懷紫，亦輕死於鴻毛。方將侍鑾輅於云亭，陪翠華於嬴里。山頹奄，殲我良人。其子左屯」衛中郎將李遮匐痛深瘡拒，哀纏風樹。敬鐫圓石，以紀芳猷。乃為銘曰：
　　軒丘肇系，弱水分源。教清熱坂，威肅寒門。風車霧集，月竁雲奔。揚塵儌外，鳴笳塞垣。冥壑効」靈，同山漸慶。雄姿峻上，宏才迥映。霜松表質，貞筠比勁。劍動星芒，弓彎月淨。丕承鴻業，拜日」砂場。金方布義，升極開疆。抑揚鹿野，叱吒龍荒。先粄昔著，後伏今彰。王庭解辯，魏闕垂纓。文」㮰挺耀，武帳韜榮。西光遽奄，東川不停。俄悲千月，倏謝百齡。恩隆詔葬，禮備飾終。楚挽」哀咽，騎吹吟風。墳棲宿草，隧列新松。惟餘生氣，萬古無窮。
　　

## 家庭

### 妻
- 延陀部人統毗伽可賀敦延陀氏。[1]:59

### 子女
- 李遮匐：曾任唐朝左屯衛中郎將。[19]

## 延伸阅读
- 《通典》，卷一九七，邊防十三，〈北狄四〉。
- 《舊唐書》，卷一九四上，〈突厥上〉。
- 《新唐書》，卷二一五上，〈突厥上〉。
- 《資治通鑑》，卷一七八，〈隋紀二〉；卷一七九，〈隋紀三〉；卷一九一，〈唐紀七〉；卷一九三，〈唐紀九〉；卷一九五，〈唐紀十一〉；卷一九六，〈唐紀十二〉；卷一九七，〈唐紀十三〉。